# Melotron
I Melotron sono un gruppo futurepop e synth pop tedesco fondato nel 1996.

## Storia
Nel 1996 Andy Krueger, Edgar Slatnow e Kay Hildebrandt lasciarono il loro gruppo precedente, The Vermin, per formare i Melotron. Il gruppo ottenne immediato successo con il primo singolo, Dein Meister, nel 1998.
Fino al 2007 i Melotron cantavano solo testi in tedesco, ma la cosa cambia nell'ultimo disco Propaganda, poiché il brano Broken è cantato completamente in inglese.
I Melotron hanno partecipato a numerosi festival di musica elettronica e industrial, fra i quali il Wave Gotik Treffen nel 1999 e il M’era Luna Festival nel 2001, 2003 e 2005.

## Formazione
- Andy Krueger
- Edgar Slatnow
- Kay Hildebrandt

## Discografia parziale

### Album
- 1995 - Melotron
- 1999 - Mörderwerk
- 2000 - Fortschritt
- 2002 - Weltfrieden
- 2003 - Sternenstaub
- 2005 - Cliché
- 2007 - Propaganda

### Raccolte
- 2003 - Klangkombinat
- 2007 - Propaganda/Weltfrieden
- 2014 - Werkschau
- 2015 - Kindertraum - The Early Years